# Axel Ribbing
Bengt Axel Eugène Ribbing, född den 28 augusti 1859 i Stockholm, död där den 4 augusti 1935, var en svensk militär.

## Biografi
Axel Ribbing var son till kabinettskammarherren Erling Ribbing. Han blev 1878 underlöjtnant vid Livgardet till häst och var från 1884 tjänstgörande hos arvfurstarna. Ribbing följde prins Carl under hans resa i Indien, Egypten, Palestina och Syrien 1884–1885. Från denna tid tjänstgjorde han hos prins Carl, från 1889 som ordonnansofficer, och från 1897 som adjutant. Genom sin nära relation till prinsen kom han att få stor betydelse för nydaningsarbetet inom kavalleriet. Ribbing befordrades 1902 till major i armén och var ridskolan på Strömsholm 1903–1906. Ribbing var den förste självständige chefen för ridskolan och förändrade utbildningen för att inrikta den mot militära syften. Han var överste och chef för Skånska husarregementet 1907–1912. Ribbing invaldes 1904 som ledamot av Krigsvetenskapsakademien. Han blev riddare av Svärdsorden 1898, kommendör av andra klassen av samma orden 1909 och kommendör av första klassen 1924. Ribbing vilar på Solna kyrkogård.

## Utmärkelser
- Riddare av Hederslegionen,  31 oktober 1884
- Riddare av Italienska kronorden,  29 januari 1885
- Sankt Stanislausorden, tredje klass,  7 februari 1885
- Riddare av Dannebrogorden

[Redigera Wikidata]